# Verdrag van Londen (1359)
Het Verdrag van Londen (ook bekend als het Tweede Verdrag van Londen) werd opgelegd door Engeland, aanvaard door de gevangengenomen Jan II van Frankrijk, en door hem ondertekend op 23 maart 1359.
Nadat Eduard van Woodstock (bijgenaamd de Zwarte Prins) de Fransen bij de Slag bij Poitiers had verslagen, waar Jan II van Frankrijk werd gevangen genomen, werd Jan gedwongen de voorwaarden te aanvaarden. 

## De opgelegde voorwaarden
Op grond van de voorwaarden van het akkoord mocht de Engelse koning een groot deel van West-Frankrijk innemen, waaronder Normandië, Anjou, Maine, Aquitanië binnen zijn oude grenzen, Calais en Ponthieu; hij kreeg ook de soevereiniteit over het hertogdom Bretagne. Hierdoor zouden de oude gebieden van Hendrik II van Engeland worden hersteld, en wel in volledige soevereiniteit in plaats van als leengoed. Indien de overdracht van de afgestane gebieden zou worden bemoeilijkt, behield Eduard zich het recht voor op kosten van de Franse koning, gewapende troepen naar Frankrijk terug te sturen.
Bovendien zou Frankrijk een losgeld voor de koning van vier miljoen écu moeten betalen, betaalbaar in vaste termijnen, waarbij als garantie veertig koninklijke en adellijke gijzelaars dienden te worden geleverd.

## Ontvangst van de voorwaarden in Frankrijk
De dauphin (de latere Karel V van Frankrijk) noch de Staten-Generaal waren bereid om datgene af te staan wat zijn vader had ondertekend, en verordonneerden op 25 mei 1359 dat er oorlog tegen Engeland zou worden gevoerd.

## Verder verloop
Dit resulteerde in een nieuwe Engelse invasie door Eduard III van Engeland, die in november 1359 vanuit Calais oprukte. Hoewel de Fransen niet bereid waren Eduard in de strijd te ontmoeten, waren zijn belegeringen van Reims en Parijs niet succesvol, en de zwakke situatie van zijn leger bracht hem ertoe de onderhandelingen te heropenen. De Engelsen werden gedwongen gunstigere voorwaarden voor de Fransen te aanvaarden en kregen uiteindelijk Aquitanië en Calais, zonder Normandië of Bretagne, en een verminderde losprijs in het Verdrag van Brétigny.